# Toussaint Rose
Toussaint Rose markýz de Coye (3. listopadu 1611 Provins – 6. ledna 1701 Paříž) byl francouzský právník. Zastával úřad sekretáře kardinála Mazarina a ředitele Chambre des comptes. Od roku 1675 byl členem francouzské akademie.

## Život
Toussaint se narodil v Provins (nacházející se v dnešním departmentu Seine-et-Marne) v listopadu 1611. Dostalo se mu právnického vzdělání. Získal pozici secrétaire de la plume (sekretář pera), obnášející zodpovědnost za podepisování určitých dokumentů místo samotného krále. V roce 1661 se stal předsedou Chambre des comptes (pařížské komory účetních). V roce 1675 získal místo ve Francouzské akademii (sedadlo č. 2). Oženil se s Madeleine de Villiers.
Zemřel v lednu 1701, ve věku 89 let, což vysoce převyšovalo dobový průměr.
Vévoda de Saint-Simon jej popisuje jako:
| „                                        | Rose byl malý muž, nebyl tlustý ani hubený, s hezkou tváří, pronikavýma očima, pláštěm a kloboukem na bílých vlasech, vypadal skoro jako abbé. Skamarádil se se mnou, a vyprávěl mi, jak se směje zahraniční šlechtě: Vaše Výsosti, bylo to tak směšné ty ostatní taky-výsosti (...) ty jejich zvyky, oblečení, chování... Byl však jinak vždy slušný, galantní a až do konce si zachoval zdravou mysl a ducha. | “ |
| — Louis de Rouvroy vévoda de Saint-Simon | |   |